# نمرتلین
نمرتلین (به انگلیسی: Nemertelline) با فرمول شیمیایی C۲۰H۱۴N۴ یک ترکیب شیمیایی با شناسه پاب‌کم ۳۰۴۲۴۲۳ است. که جرم مولی آن ۳۱۰٫۳۵۱ g/mol می‌باشد. 